# Diócesis de Savannah
La diócesis de Savannah (en latín: Dioecesis Savannensis y en inglés: Roman Catholic Diocese of Savannah) es una circunscripción eclesiástica de la Iglesia católica en Estados Unidos. Se trata de una diócesis latina, sufragánea de la arquidiócesis de Atlanta, que tiene al obispo Stephen Douglas Parkes como su ordinario desde el 8 de julio de 2020.

## Territorio y organización
La diócesis tiene 95 928 km² y extiende su jurisdicción sobre los fieles católicos de rito latino residentes en 90 condados de la parte meridional del estado de Georgia: Appling, Atkinson, Bacon, Baker, Ben Hill, Berrien, Bibb, Bleckley, Brantley, Brooks, Bryan, Bulloch, Burke, Calhoun, Camden, Candler, Charlton, Chatham, Chattahoochee, Clay, Clinch, Coffee, Colquitt, Columbia, Cook, Crawford, Crisp, Decatur, Dodge, Dooly, Dougherty, Early, Echols, Effingham, Emanuel, Evans, Glascock, Glynn, Grady, Harris, Houston, Irwin, Jeff Davis, Jefferson, Jenkins, Johnson, Jones, Lanier, Laurens, Lee, Liberty, Long, Lowndes, Macon, Marion, McIntosh, Miller, Mitchell, Montgomery, Muscogee, Peach, Pierce, Pulaski, Quitman, Randolph, Richmond, Schley, Screven, Seminole, Stewart, Sumter, Talbot, Tattnall, Taylor, Telfair, Terrell, Thomas, Tift, Toombs, Treutlen, Turner, Twiggs, Ware, Washington, Wayne, Webster, Wheeler, Wilcox, Wilkinson y Worth.
La sede de la diócesis se encuentra en la ciudad de Savannah, en donde se halla la Catedral de San Juan el Bautista.
En 2020 en la diócesis existían 57 parroquias.

## Historia
La diócesis de Savannah fue erigida el 19 de julio de 1850 con el breve Exigit pastorale del papa Pío IX, obteniendo el territorio de las diócesis de Charleston y de Mobile (hoy arquidiócesis de Mobile); de la primera adquirió el territorio de Georgia, mientras que de la segunda el de Florida.
El 9 de enero de 1857 cedió una parte de su territorio para la erección del vicariato apostólico de Florida (hoy diócesis de San Agustín) mediante el breve Supplicatum Nobis del papa Pio IX.
El 5 de enero de 1937 asumió el nombre de diócesis de Savannah-Atlanta.
El 2 de julio de 1956, en virtud de la bula Amplissimas Ecclesias del papa Pío XII, la diócesis se dividió, dando lugar a las diócesis de Savannah y de Atlanta (hoy arquidiócesis).
El 10 de febrero de 1962, la diócesis, que desde su fundación era sufragánea de la arquidiócesis de Baltimore, pasó a formar parte de la provincia eclesiástica de la arquidiócesis de Atlanta.
La diócesis se vio envuelta en el escándalo del abuso de un menor por parte de un exsacerdote. Allan Ranta Jr. acusó a Wayland Y. Brown, un sacerdote de la diócesis, de abusar de él desde 1978 (cuando tenía 10 años) hasta 1983. Para evitar ir a juicio, en octubre de 2009 la diócesis acordó pagar a la víctima $ 4.24 millones de dólares.

## Estadísticas
De acuerdo al Anuario Pontificio 2021 la diócesis tenía a fines de 2020 un total de 83 390 fieles bautizados.
| Año                                                                             | Población            | Población | Población      | Sacerdotes | Sacerdotes    | Sacerdotes    | Bautizados por sacerdote | Diáconos permanentes | Religiosos | Religiosos | Parroquias |
| Año                                                                             | Bautizados católicos | Total     | % de católicos | Total      | Clero secular | Clero regular | Bautizados por sacerdote | Diáconos permanentes | Varones    | Mujeres    | Parroquias |
| ------------------------------------------------------------------------------- | -------------------- | --------- | -------------- | ---------- | ------------- | ------------- | ------------------------ | -------------------- | ---------- | ---------- | ---------- |
| 1950                                                                            | 30 922               | 3 140 620 | 1.0            | 129        | 38            | 91            | 239                      |                      | 122        | 295        | 63         |
| 1966                                                                            | 33 317               | 1 790 463 | 1.9            | 84         | 38            | 46            | 396                      |                      | 52         | 219        | 38         |
| 1970                                                                            | 34 960               | 1 800 000 | 1.9            | 110        | 71            | 39            | 317                      |                      | 47         | 235        | 44         |
| 1976                                                                            | 38 024               | 1 600 000 | 2.4            | 95         | 61            | 34            | 400                      |                      | 47         | 211        | 43         |
| 1980                                                                            | 49 546               | 1 640 000 | 3.0            | 101        | 64            | 37            | 490                      | 18                   | 45         | 210        | 45         |
| 1990                                                                            | 59 730               | 2 347 285 | 2.5            | 88         | 49            | 39            | 678                      | 35                   | 56         | 181        | 49         |
| 1999                                                                            | 74 800               | 2 465 277 | 3.0            | 93         | 65            | 28            | 804                      | 37                   | 14         | 130        | 53         |
| 2000                                                                            | 75 400               | 2 500 000 | 3.0            | 96         | 66            | 30            | 785                      | 34                   | 45         | 119        | 52         |
| 2001                                                                            | 77 500               | 2 500 000 | 3.1            | 95         | 66            | 29            | 815                      | 32                   | 45         | 127        | 51         |
| 2002                                                                            | 76 000               | 2 610 432 | 2.9            | 94         | 68            | 26            | 808                      | 48                   | 35         | 120        | 53         |
| 2003                                                                            | 78 533               | 2 630 062 | 3.0            | 111        | 86            | 25            | 707                      | 46                   | 38         | 113        | 53         |
| 2004                                                                            | 75 987               | 2 630 062 | 2.9            | 95         | 71            | 24            | 799                      | 44                   | 35         | 98         | 52         |
| 2010                                                                            | 84 500               | 2 904 000 | 2.9            | 104        | 82            | 22            | 812                      | 56                   | 26         | 88         | 55         |
| 2014                                                                            | 87 600               | 2 934 000 | 3.0            | 103        | 82            | 21            | 850                      | 77                   | 23         | 83         | 47         |
| 2016                                                                            | 88 822               | 2 975 851 | 3.0            | 109        | 90            | 19            | 814                      | 74                   | 23         | 88         | 55         |
| 2017                                                                            | 77 055               | 2 998 000 | 2.6            | 109        | 92            | 17            | 706                      | 73                   | 21         | 71         | 56         |
| 2020                                                                            | 83 390               | 2 974 680 | 2.8            | 111        | 85            | 26            | 751                      | 82                   | 31         | 68         | 57         |
| Fuente: Catholic-Hierarchy, que a su vez toma los datos del Anuario Pontificio. |                      |           |                |            |               |               |                          |                      |            |            |            |

### Escuelas
Hay 5 escuelas secundarias católicas y 16 escuelas primarias en la diócesis, al servicio de más de 6000 estudiantes.
- Aquinas High School, Augusta
- Benedictine Military School, Savannah
- Mount de Sales Academy, Macon
- Pacelli High School, Columbus
- St. Vincent's Academy, Savannah

## Episcopologio
- Francis Xavier Gartland † (23 de julio de 1850-20 de septiembre de 1854 falleció)
- John Barry † (9 de enero de 1857-19 de noviembre de 1859 falleció)
- John Marcellus Peter Augustine Verot, P.S.S. † (14 de julio de 1861-11 de marzo de 1870 nombrado obispo de San Agustín)
- Ignazio Persico, O.F.M.Cap. † (11 de marzo de 1870-25 de agosto de 1872 renunció[9])
- William Hickley Gross, C.SS.R. † (14 de febrero de 1873-31 de marzo de 1885 nombrado arzobispo de Oregon City)
- Thomas Albert Andrew Becker † (26 de marzo de 1886-29 de julio de 1899 falleció)
- Benjamin Joseph Keiley † (2 de abril de 1900-18 de marzo de 1922 renunció[10])
- Michael Joseph Keyes, S.M. † (27 de junio de 1922-23 de septiembre de 1935 renunció[11])
- Gerald Patrick Aloysius O'Hara † (26 de noviembre de 1935-12 de noviembre de 1959 renunció[12])
- Thomas Joseph McDonough † (2 de marzo de 1960-1 de marzo de 1967 nombrado arzobispo de Louisville)
- Gerard Louis Frey † (31 de mayo de 1967-7 de noviembre de 1972 nombrado obispo de Lafayette)
- Raymond William Lessard † (5 de marzo de 1973-7 de febrero de 1995 renunció)
- John Kevin Boland (7 de febrero de 1995-19 de julio de 2011 retirado)
- Gregory John Hartmayer, O.F.M.Conv. (19 de julio de 2011-5 de marzo de 2020 nombrado arzobispo de Atlanta)
- Stephen Douglas Parkes, desde el 8 de julio de 2020